# The Games Factory
The Games Factory är ett objektrelaterat program, varmed man skapar spel körbara under Windowsplattformen. Det är skapat av det franska programutvecklarna Clickteam.
Programmet fungerar som ett användarvänligt verktyg där man kan skapa spel utan att vara särskilt insatt i programmeringsspråk. The Games Factory kan också ses som en efterföljare till Klick & Play och en föregångare till Multimedia fusion som båda följer samma koncept: Att framställa spel och program genom att bara behöva peka och klicka.